# Lorraine Ugen
Lorraine Ugen (Londra, 22 agosto 1991) è una lunghista britannica.
Ha ottenuto la sua prima medaglia di livello internazionale il 18 marzo 2016, quando è arrivata terza nel salto in lungo ai campionati del mondo di atletica leggera indoor di Portland grazie ad un salto di 6,93 m, nuovo record nazionale al coperto.

## Record nazionali
- Salto in lungo indoor: 6,97 m ( Belgrado, 5 marzo 2017)

## Progressione
| Stagione | Misura | Luogo      | Data      | Rank. Mond. |
| -------- | ------ | ---------- | --------- | ----------- |
| 2015     | 6,92 m | Doha       | 15-5-2015 | 11ª         |
| 2014     | 6,39 m | Glasgow    | 31-7-2014 | 119ª        |
| 2013     | 6,77 m | Eugene     | 5-6-2013  | 19ª         |
| 2012     | 6,74 m | Birmingham | 24-6-2012 | 29ª         |
| 2011     | 6,54 m | Birmingham | 21-7-2011 | 82ª         |
| 2010     | 6,35 m | Mannheim   | 4-7-2010  | 158ª        |
| 2009     | 6,29 m | Bedford    | 286-2009  | -           |

## Palmarès
| Anno                                  | Manifestazione          | Sede           | Evento         | Risultato      | Prestazione | Note                                     |
| ------------------------------------- | ----------------------- | -------------- | -------------- | -------------- | ----------- | ---------------------------------------- |
| In rappresentanza della Gran Bretagna |                         |                |                |                |             |                                          |
| 2009                                  | Europei juniores        | Novi Sad       | Salto in lungo | Qualificazione | 5,85 m      |                                          |
| 2010                                  | Mondiali juniores       | Moncton        | Salto in lungo | Qualificazione | 5,56 m      |                                          |
| 2011                                  | Europei under 23        | Ostrava        | Salto in lungo | Qualificazione | nm          |                                          |
| 2013                                  | Europei under 23        | Tampere        | Salto in lungo | Finale         | dns         |                                          |
| 2013                                  | Mondiali                | Mosca          | Salto in lungo | Qualificazione | nm          |                                          |
| 2015                                  | Mondiali                | Pechino        | Salto in lungo | 5ª             | 6,85 m      |                                          |
| 2016                                  | Mondiali indoor         | Portland       | Salto in lungo | Bronzo         | 6,93 m      | Record nazionale                         |
| 2016                                  | Europei                 | Amsterdam      | Salto in lungo | 18ª (q)        | 6,33 m      |                                          |
| 2016                                  | Giochi olimpici         | Rio de Janeiro | Salto in lungo | 11ª            | 6,58 m      |                                          |
| 2017                                  | Europei indoor          | Belgrado       | Salto in lungo | Argento        | 6,97 m      | Record nazionale                         |
| 2017                                  | Mondiali                | Londra         | Salto in lungo | 5ª             | 6,72 m      |                                          |
| 2018                                  | Europei                 | Berlino        | Salto in lungo | 9ª             | 6,45 m      |                                          |
| 2021                                  | Giochi olimpici         | Tokyo          | Salto in lungo | 28ª (q)        | 6,05 m      |                                          |
| 2022                                  | Mondiali indoor         | Belgrado       | Salto in lungo | Bronzo         | 6,82 m      | Miglior prestazione personale stagionale |
| 2022                                  | Mondiali                | Eugene         | Salto in lungo | 10ª            | 6,53 m      |                                          |
| In rappresentanza dell' Inghilterra   |                         |                |                |                |             |                                          |
| 2014                                  | Giochi del Commonwealth | Glasgow        | Salto in lungo | 5ª             | 6,39 m      | Miglior prestazione personale stagionale |
| 2018                                  | Giochi del Commonwealth | Gold Coast     | Salto in lungo | 4ª             | 6,69 m      |                                          |
| 2018                                  | Giochi del Commonwealth | Gold Coast     | 4×100 m        | Oro            | 42"46       | Record nazionale                         |
| 2022                                  | Giochi del Commonwealth | Birmingham     | Salto in lungo | 5ª             | 6,60 m      |                                          |